# Bandidus canifrons
Bandidus canifrons is een insect uit de familie van de mierenleeuwen (Myrmeleontidae), die tot de orde netvleugeligen (Neuroptera) behoort. 
Bandidus canifrons is voor het eerst wetenschappelijk beschreven door Navás in 1914.